# Susan Wojcicki
Susan Diane Wojcicki (5. července 1968 Santa Clara – 9. srpna 2024) byla americká podnikatelka a technologická vedoucí pracovnice, v letech 2014–2023 výkonná ředitelka YouTube.

## Mládí a vzdělání
Wojcicki je dcerou novinářky rusko-židovského původu Esther Wojcické, rozené Hochmanové, a Stanleyho Wojcického, polského profesora fyziky na Stanfordově univerzitě. Má dvě sestry: antropoložku a epidemioložku Janet a podnikatelku Anne. Díky pracovním úvazkům svých rodičů v podstatě vyrůstala v areálu kampusu Stanfordovy univerzity. Absolvovala střední školu Gunn High School v Palo Alto, kde psala do školních novin.
Wojcicki studovala historii a literaturu na Harvardově univerzitě a v roce 1990 promovala s červeným diplomem. Původně chtěla získat doktorát z ekonomie a věnovat se akademické kariéře, ale když objevila svůj zájem o technologie, své plány změnila. V roce 1993 získala magisterský titul z ekonomie na Kalifornské univerzitě v Santa Cruz a v roce 1998 MBA na Kalifornské univerzitě v Los Angeles.

## Kariéra
V září 1998, ten samý měsíc, co byl Google založený, si jeho zakladatelé Larry Page a Sergey Brin vytvořili kancelář ve Wojcickině garáži v Menlo Park. Předtím, než se v roce 1998 stala první marketingovou manažerkou Google, pracovala Wojcicki v oblasti marketingu pro Intel v Santa Clara a byla manažerskou konzultantkou pro Bain & Company a R.B. Webber & Company. V Google pracovala na prvotních virálních marketingových programech a na prvních Google Doodlech. Wojcicki se také účastnila vývoje Google Images a Google Books.
Wojcicki se postupně stala seniorní viceprezidentkou pro reklamu a obchod a vedla reklamní a analytické produkty včetně AdWords, AdSense, DoubleClick a Google Analytics.
YouTube, tehdy malý start-up, úspěšně konkuroval službě Google Video, na kterou Wojcicki dohlížela. Její reakcí byla nabídka na koupi YouTube.
Wojcicki obstarala dva největší obchody Google – nákup YouTube v roce 2006 ($1,65 miliardy) a nákup DoubleClick v roce 2007 ($3,1 miliard).
V lednu 2014 se stala výkonnou ředitelkou YouTube.
Wojcicki, zvaná „nejdůležitější člověk v reklamě“, byla časopisem Time zařazena mezi 100 nejvlivnějších lidí roku 2015.
V době, kdy byla Wojcicky výkonnou ředitelkou YouTube, společnost oznámila, že dosáhla 2 miliard přihlášených uživatelů měsíčně a že uživatelé sledují miliardu hodin videí denně. Od té doby, co se stala výkonnou ředitelkou YouTube, vzrostl podíl zaměstnankyň z 24 na téměř 30 %.
Wojcicki také dohlížela na vývoj a vydávání nových aplikací YouTube s rodinným, herním a hudebním obsahem. Také dohlížela na spuštění předplatného YouTube bez reklam YouTube Premium a také jeho over-the-top (OTT) internetové televize YouTube TV.